# 日高新報
日高新報（ひだかしんぽう）は、和歌山県の主に御坊市を中心とした地域で発行される地方新聞である。日本新聞協会非加盟。発行元は日高新報社。記事は、同市を中心とする日高地方ほか県内の市政、経済、社会、スポーツなどのニュースを取り上げている。基本的には日刊夕刊（ただし日曜祝日は休刊）だが、県内での主要な選挙（国会、首長選、議員選など）の開票日には速報体制をとる関係で朝刊時に配達される場合がある。発行部数は1万3200部（2019年現在、公称）。系列紙に和歌山市を中心に発行される「わかやま新報」がある。

## 沿革
- 1928年9月13日　創刊
- 1942年　第二次世界大戦下、政府の新聞統合令により休刊
- 1946年　戦後復刊第1号を発行
- 1976年　自動印刷機、写真植字機を導入
- 1984年　全面オフセット印刷化
- 1991年　高速輪転機が始動し、電算写植機も導入。日刊8ページ発行となる
- 1998年　日刊12ページ発行開始
- 2003年　編集・組版システムをフルデジタル化
- 2013年6月1日　株式会社日高新報から株式会社日高新報社に社名変更

## 本社
本社
和歌山県御坊市湯川町財部604
南部支局
和歌山県日高郡みなべ町芝378-4

## 宅配対象地域
- 和歌山県中部の御坊市、日高郡・日高川町、みなべ町、印南町、日高町、美浜町、由良町、龍神村以上1市6町1村[1]